# 北京航空航天大学学院路校区
北京航空航天大学学院路校区，是北京航空航天大学的主校区，位于北京市海淀区花园路街道，元大都城墙外西北角，学院路西侧。

## 建设历史
北京航空航天大学学院路校区启用于1953年10月，是当时学院路八大学院建筑群之一，与北京医学院（今北京大学医学部）隔学院路相望。
校区建设于当时的柏彦庄。1953年5月选定校址后，6月1日就在四周没有公路的一片农田及坟堆土洼上正式动工兴建，数千名建筑工人日夜奋战，半年之内就完成了6万平方米的建筑。同年10月全体学生及部分教职工即迁居新校，开始正常的学习与工作。计划中的基本建设任务到1957年基本完成，竣工面积135245平方米，修建道路64160平方米，完成投资3560余万元。后来北航投资建设了柏彦大厦，以示纪念。

## 建筑布置
北京航空航天大学学院路校区早期建筑布置风格为当时典型的一轴三区式布置：在东西向的校区主轴上，由东向西依次布置教学区、生活区、家属区各类建筑。生活区亦有自己的南北向轴线；两条轴线相交处建设有一处校园内公园，即绿园——这在全国所有类似校园建筑群中是独一无二的。

## 设施

### 校门
北京航空航天大学学院路校区有11个校门。2019年9月23日开始，11个校门全面启用门禁系统，本校师生和北航社区居民可以凭证件或刷脸入校；社会车辆则需要凭有效入校证入校。
教学核心区拥有另一层围栏和6个门，教学核心区除清扫车和应急车辆外严禁各类车辆通行。

### 教学建筑

#### 主楼建筑群
主楼建筑群位于学院路校区东部，正对学院路，于1953年奠基，风格仿照莫斯科航空学院的主楼，并且细部有中国特色的装饰。各个建筑物之间有通道连接。
- 主楼为五层，局部六层。原为理学院系馆，理学院分拆、迁往沙河后用途未知。
- 主楼南翼为四层。主要为教室。
- 主楼北翼为四层。主要为教室。
- 一号教学楼为四层。原为图书馆，现在主要为教室。
- 二号教学楼为四层。现为中法工程师学院系馆。
- 三号教学楼为四层。现为能源与动力工程学院系馆，兼作教室使用。
- 四号教学楼为四层。现为材料科学与工程学院系馆，兼作教室使用；四层有4间大型绘图教室。
- 主楼后楼（主M楼）为1990年代加建的教学楼，为四层。主M楼提供了8间可容纳400人的阶梯教室：在此之前北航没有类似规模的教室。

#### 新主楼
北航教学科研楼（新主楼）位于学校西南部，于2006年下半年建成并投入使用，耗资约9.5亿，建筑面积22万平方米，是目前亚洲最大的单体教学楼，它的建成使用使学校在教学硬件设施条件上有了大幅度地提升。

### 宿舍区
北京航空航天大学学院路校区有三处宿舍区，分别为位于校内的南区、北区和校外的大运村。共有27栋宿舍楼、3栋服务楼。
- 南区学生公寓于1999年至2005年间整体分期重建，包括13栋宿舍楼、合一楼、二食堂楼两处服务楼共15栋建筑组成。
- 北区学生公寓于2016年至2019年间整体分期重建，包括4栋宿舍楼、1处服务楼共5栋建筑及地下停车场组成。
- 大运村学生公寓是第二十一届夏季世界大学生运动会的运动员村，是世界大学生运动会史上第一个专门修建的运动员村[2]，1999年9月10日奠基[3]，由北京天鸿集团承建[4]，2001年4月3日封顶[5]，2001年8月15日正式启用[6]。2007年7月23日由北航回购。包括10栋宿舍楼。

### 文体活动区
北京航空航天大学体育馆是2001年由学校共建3方及北航筹资1.2亿建设，平时作为羽毛球馆、台球馆和乒乓球馆开放。同时也是北航篮球队和排球队的训练场地。在2008年北京奥运会中是举重比赛举办场馆。体育馆附设有游泳馆。
北京航空航天博物馆位于校区东南门内，是中国第一座向公众开放的综合性航空科技博物馆，馆内藏有30余架飞机。
北航晨兴音乐厅位于北京航空航天大学学院路校区东南门内，与学校新主楼隔路相望，毗邻航空航天博物馆。由北航校友王祖同、杨文瑛夫妇捐资2000万元及学校投资2000余万元建成。建筑面积5000余平方米，共设观众席878座（其中一层652座，二层226座），舞台宽30米、高8米、进深14米，于2009年10月开工、2012年1月竣工。

### 家属区
家属区位于校园西侧，占据校园约三分之一强的面积。一些老领导、老专家、老院士居住在家属区。

### 校产
北航校园周边目前有四处商业写字楼占用地块为北航所有，分别是东北角北四环学院桥西南侧的柏彦大厦、世宁大厦，及东南角学知桥西北侧的唯实大厦、致真大厦。

## 图集

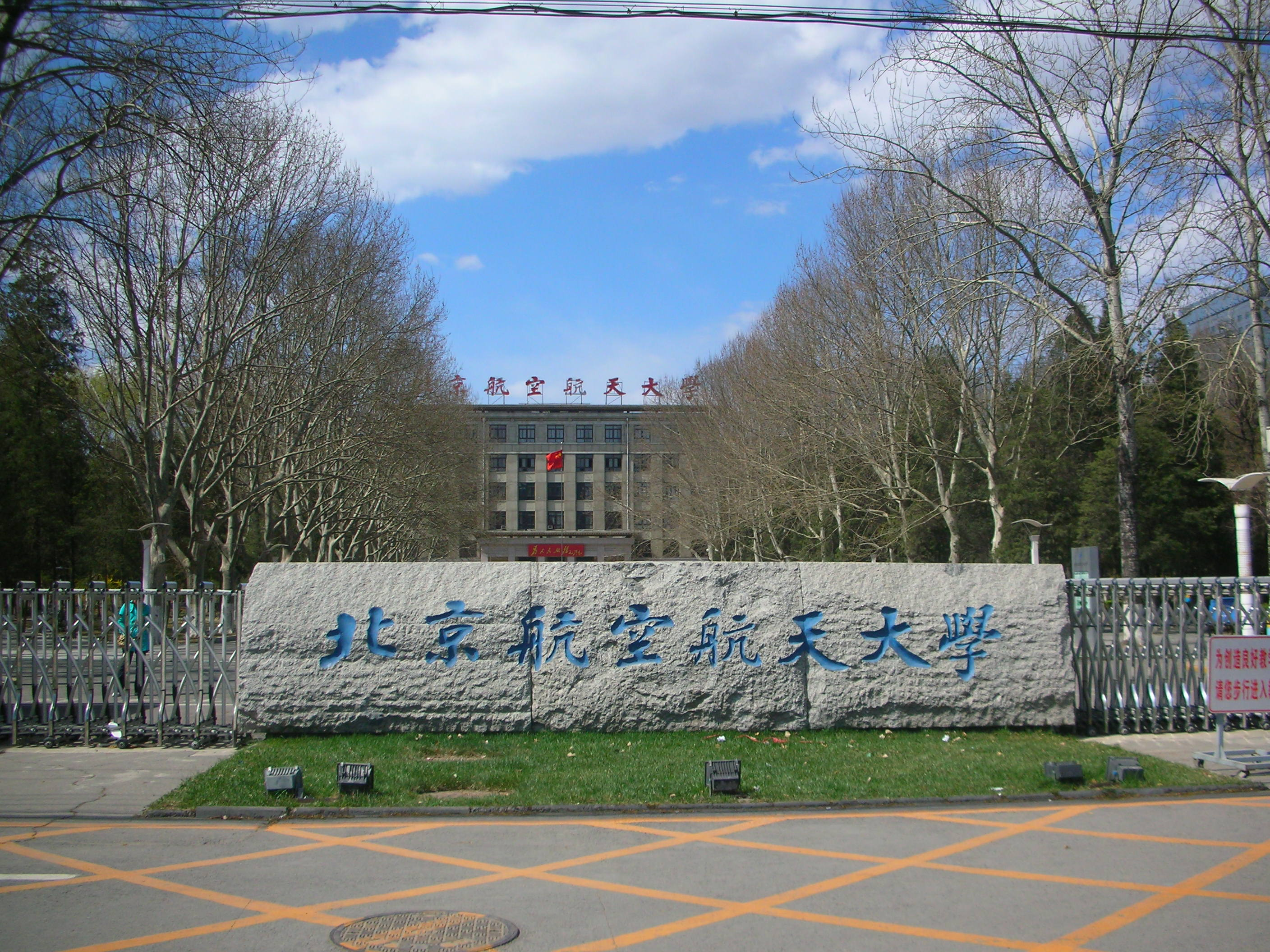
东门
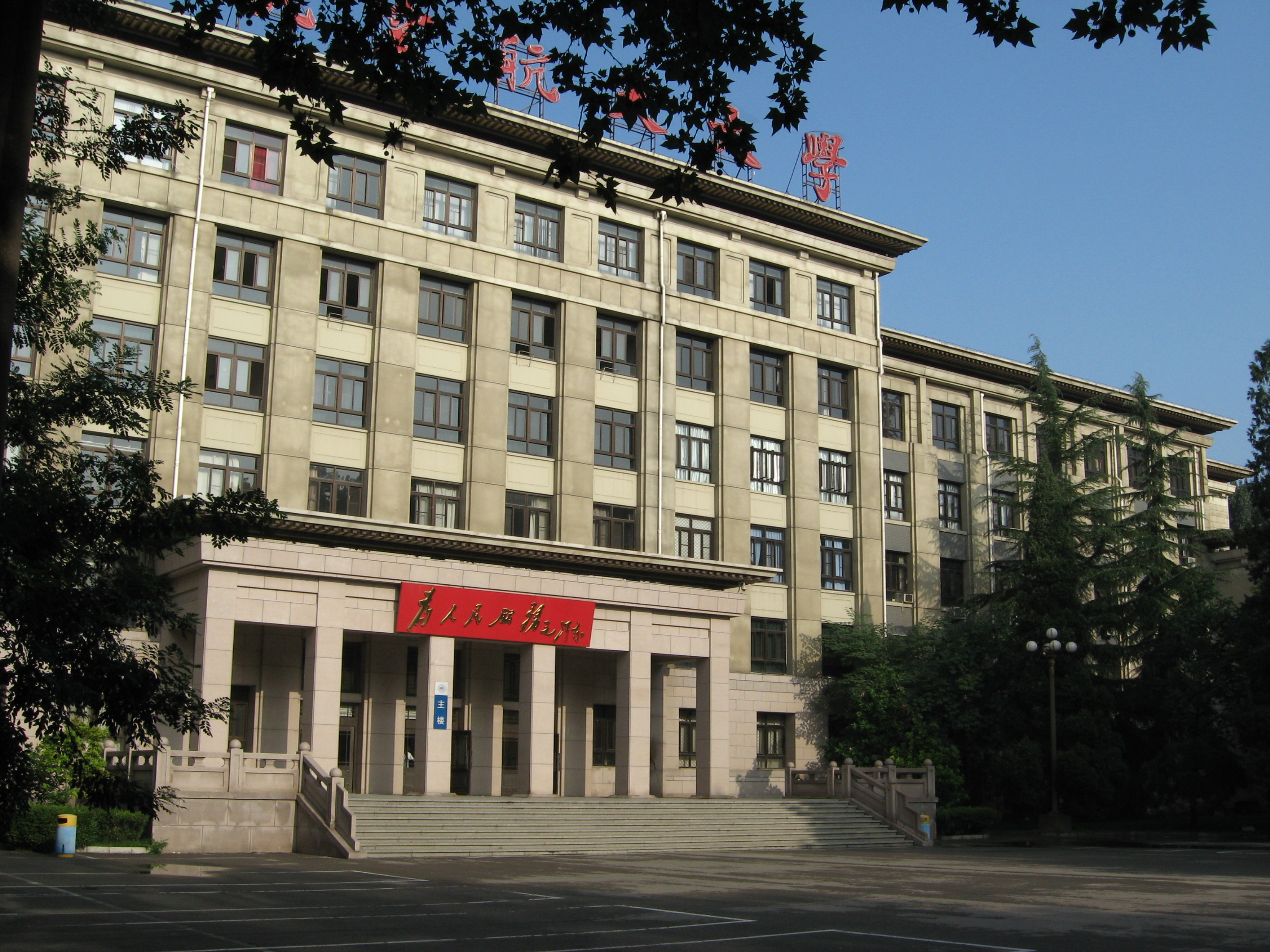
主楼
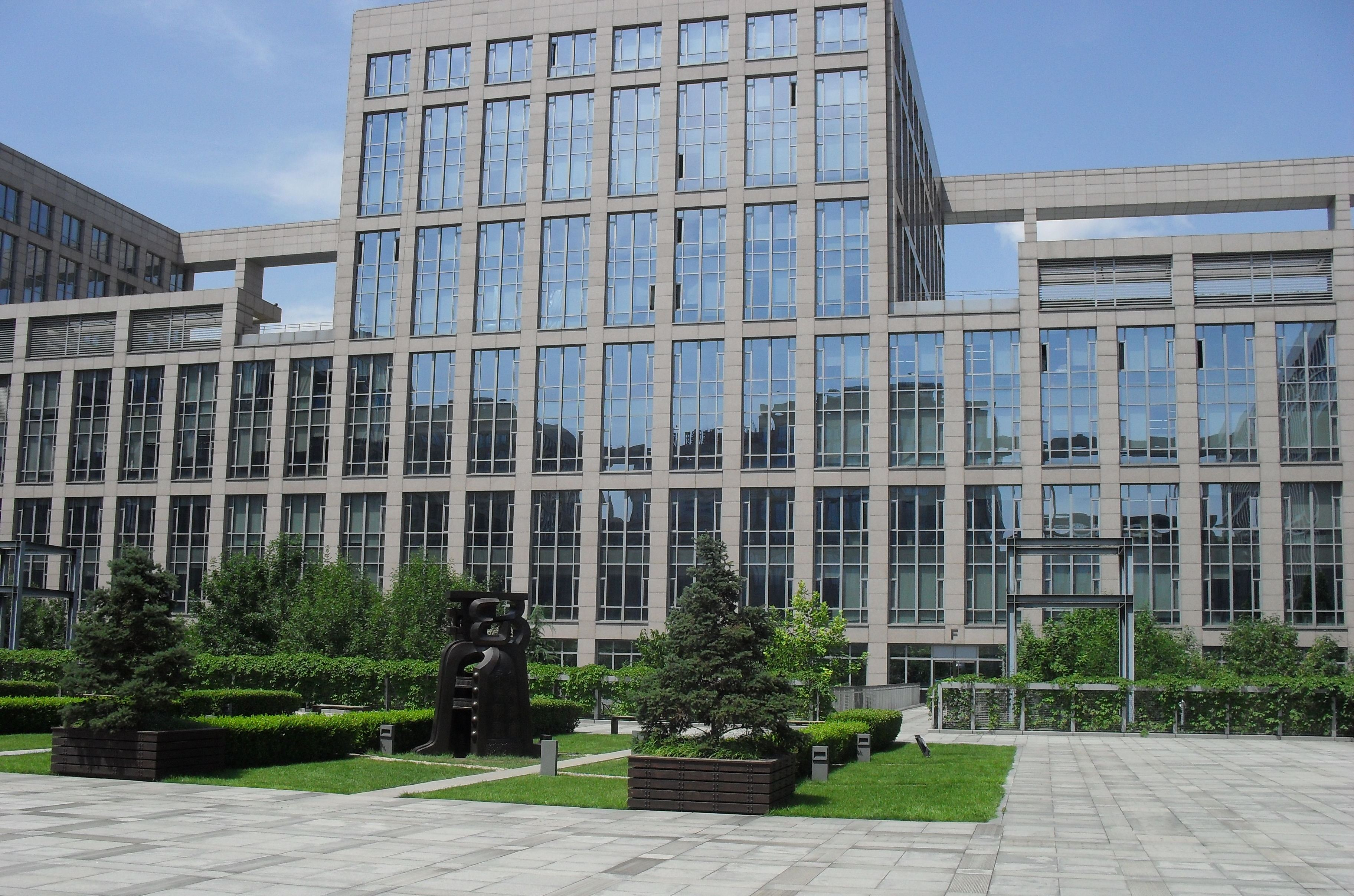
新主楼（从中心花园拍摄D座）
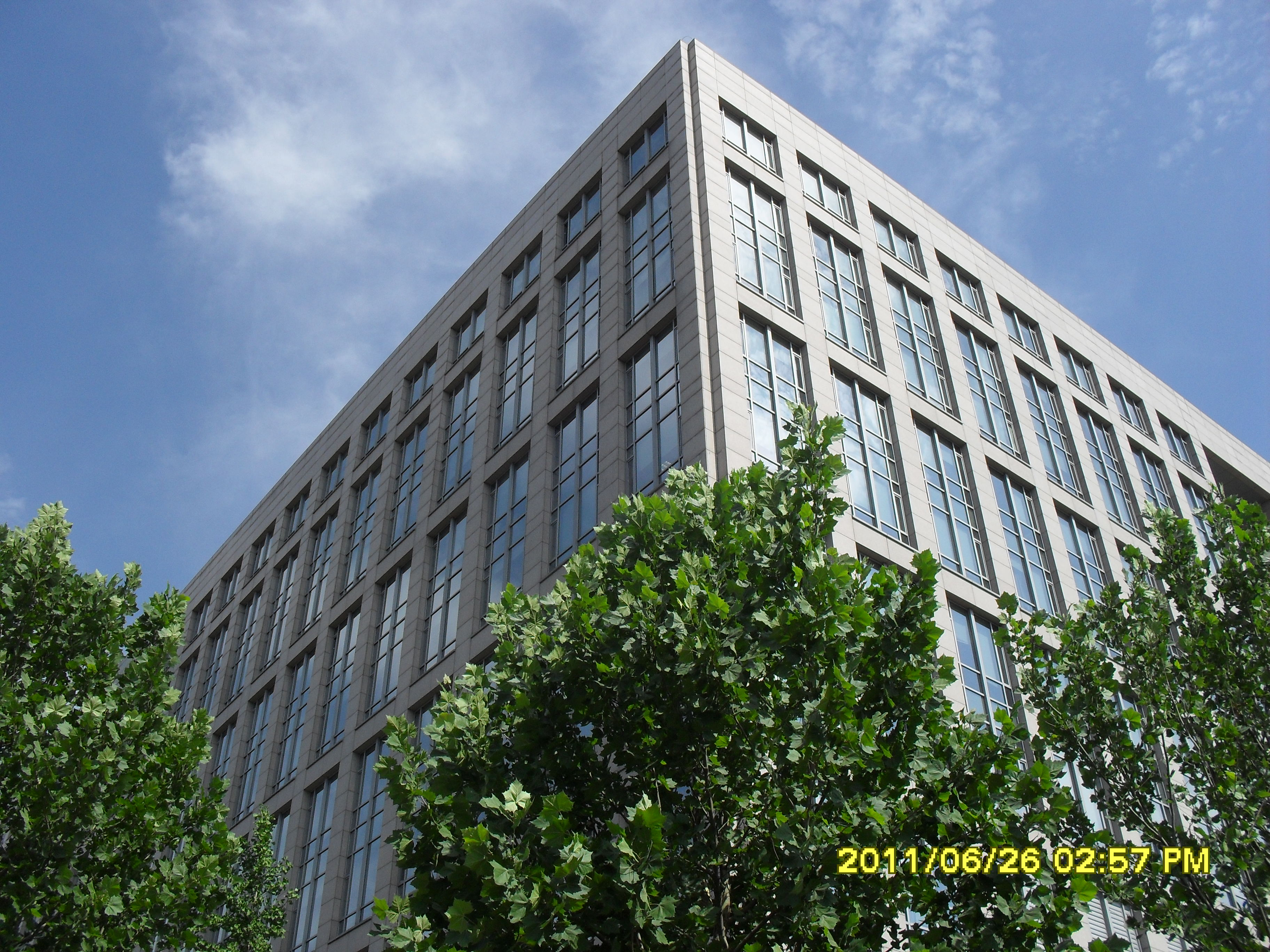
新主楼一角
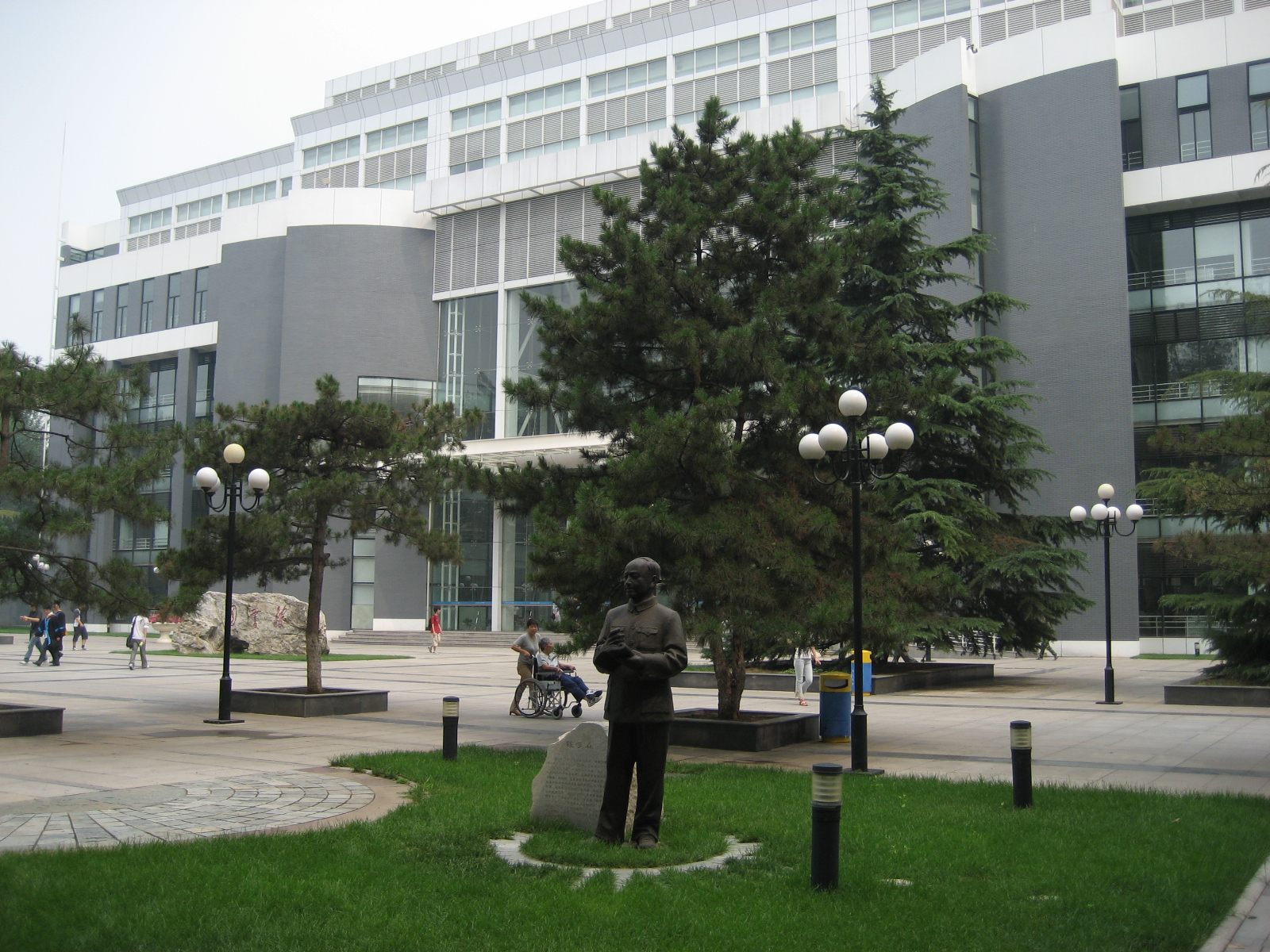
图书馆（可见钱学森像）
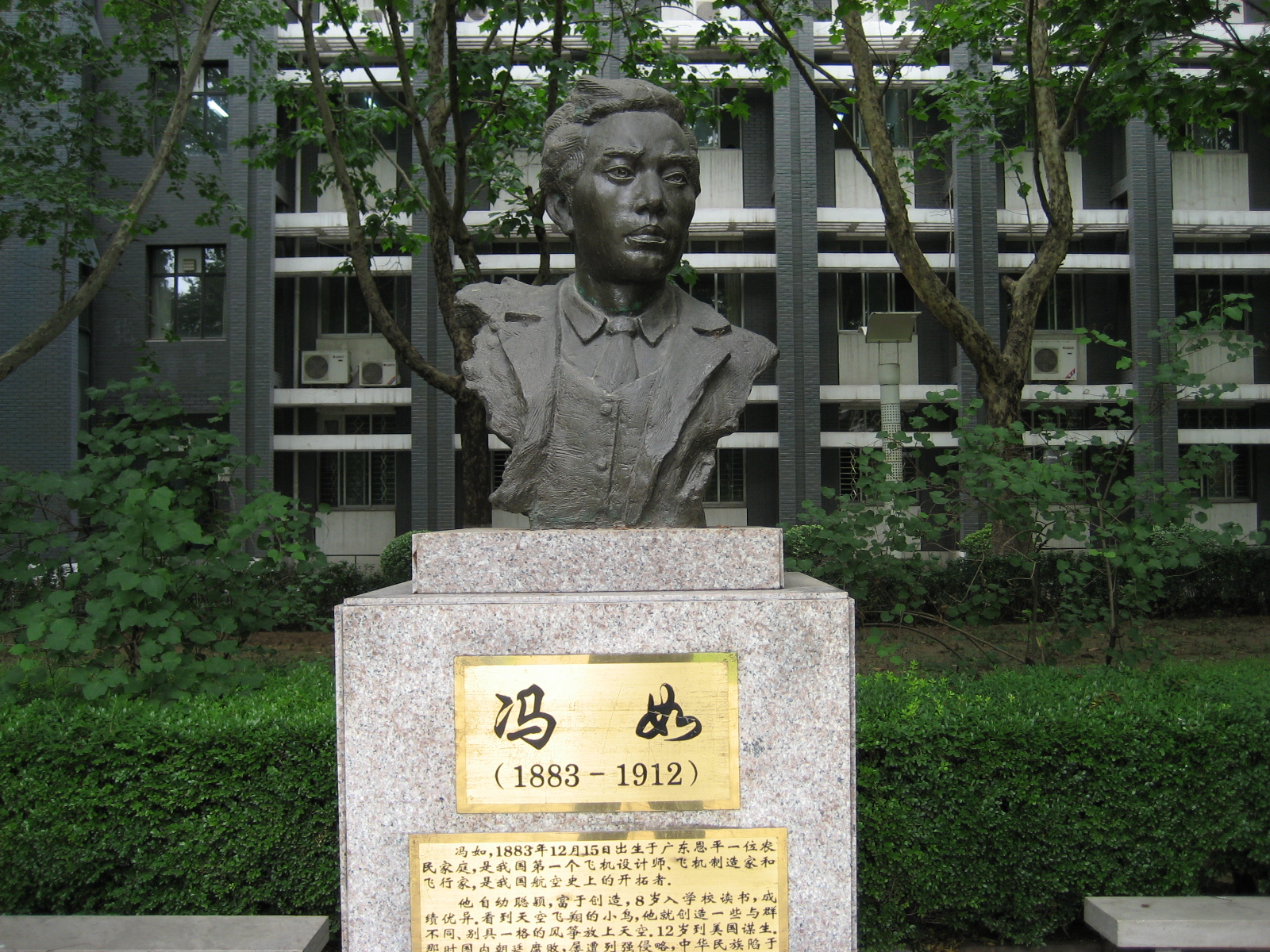
冯如像
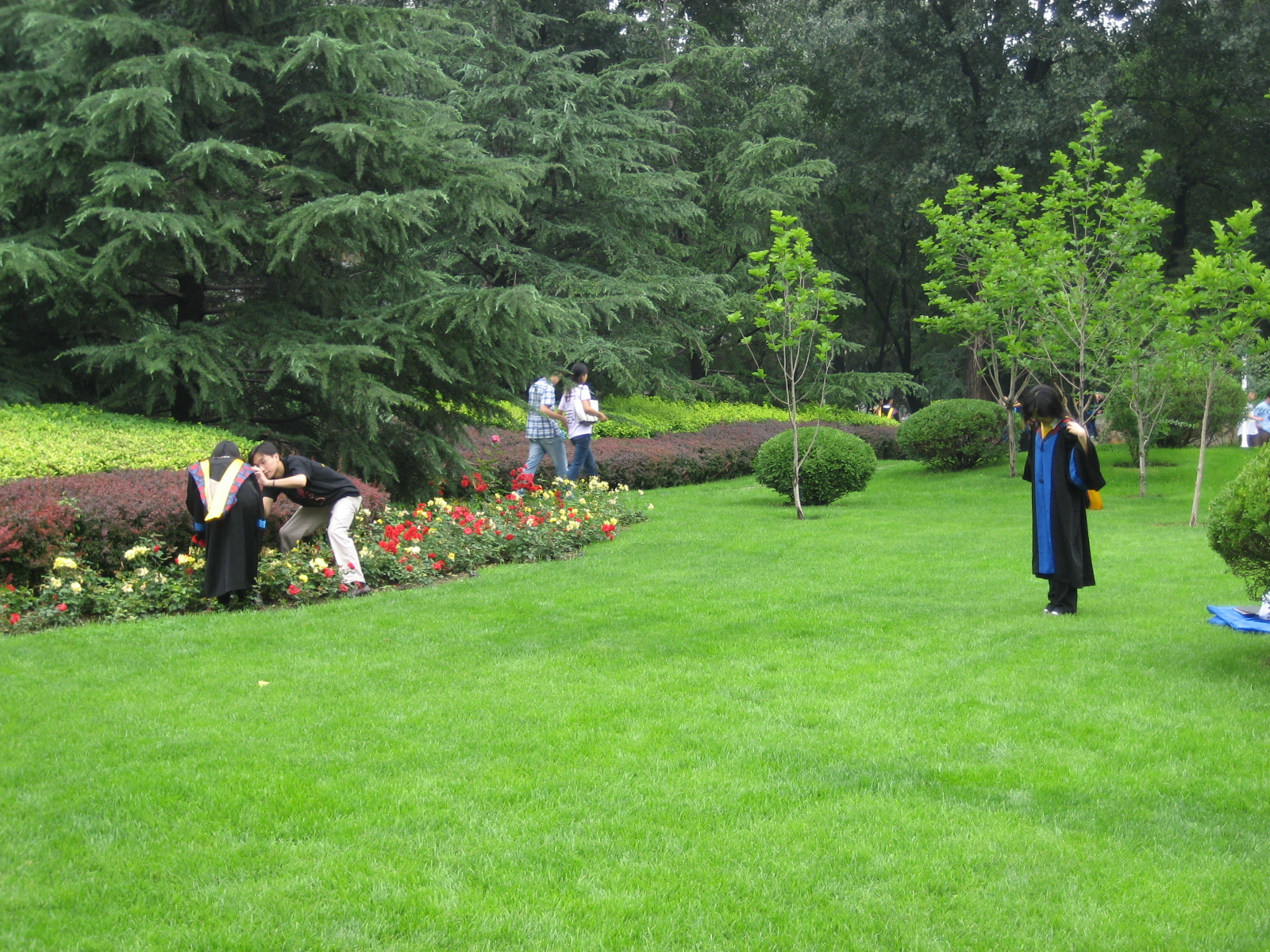
绿园
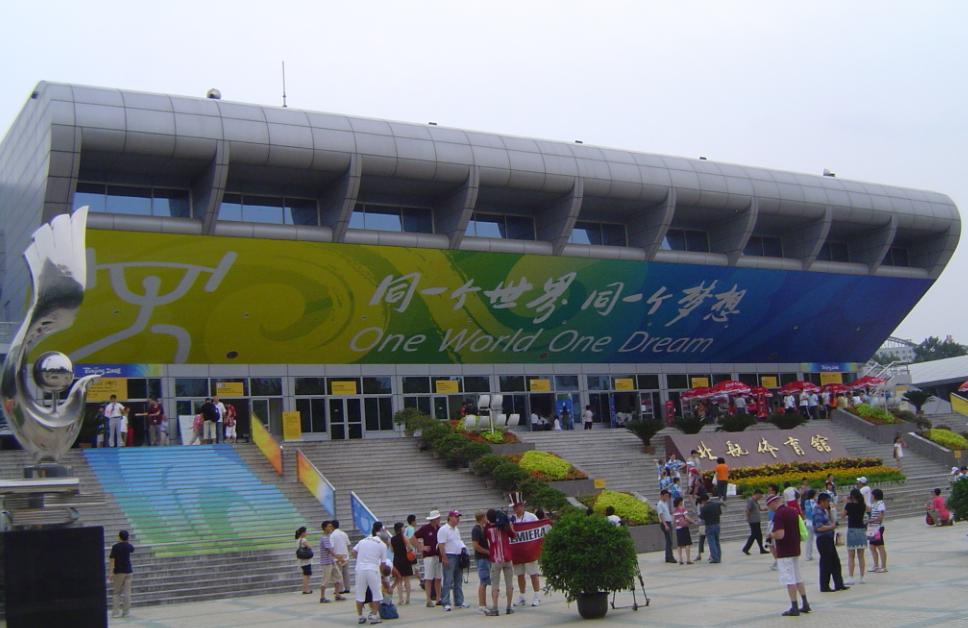
北航体育馆（2008年奥运会时期）
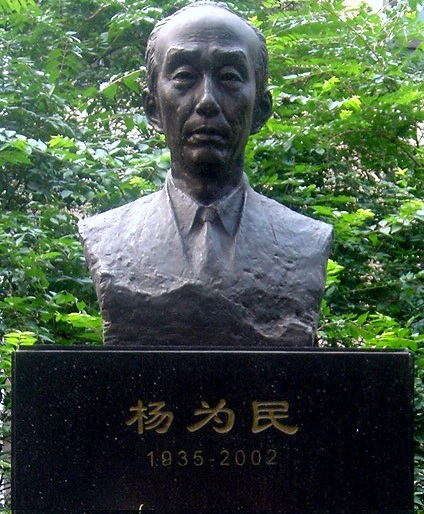
杨为民教授像
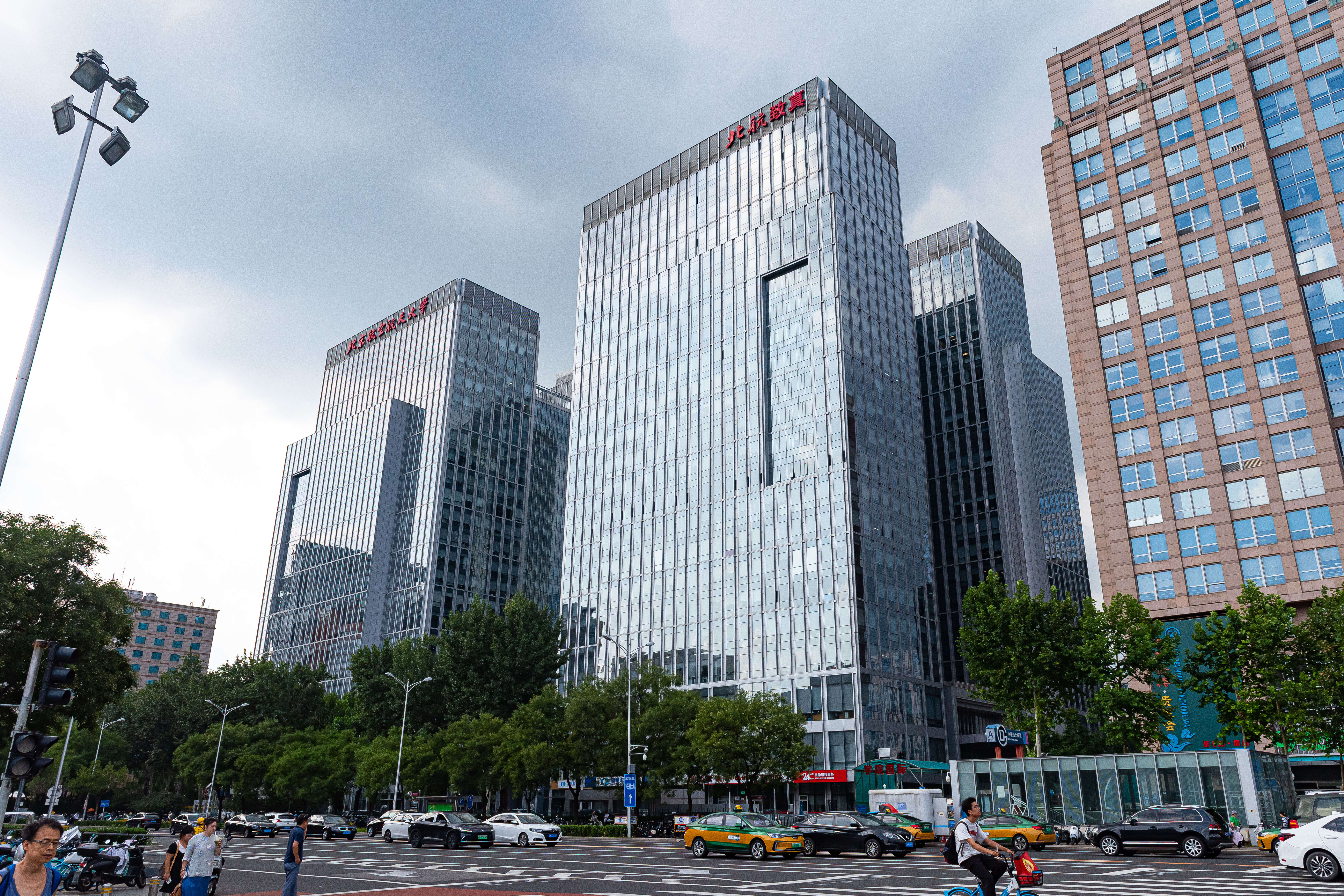
致真大厦